# Alexandre Ubeleski
Alexandre Ubeleski (Paris, 1628 - Paris, 1715) foi um pintor barroco francês, de origens acentes no Leste da Europa, protegido de D. Luis XIV, o tão conhecido "rei-sol".
Era um paisagista de excelência, e foi um dos mais aclamados seguidores de Nicolas Poussin.